# Sahara (filme de 1943)
Sahara (em inglês:  Sahara) é um filme estadunidense de 1943, do gênero guerra dirigido por Zoltán Korda.

## Sinopse
Em 1942 um pequeno destacamento de soldados americanos uniu-se ao 8º Exército Britânico no Norte da África para ganhar experiência. Durante uma batalha, o destacamento americano é informado por rádio a retirar-se, e o único caminho livre do cerco inimigo é pelo sul, pelo deserto líbio. Utilizando um M3 - chamado de Lulubelle, se juntam a eles no caminho um grupo de soldados ingleses na mesma situação, assim como um sargento sudanês com seu prisioneiro italiano e um aviador alemão derrubado por eles. A busca por água torna-se prioridade para eles, que encontram gotas escorrendo nas ruínas de Bir Acroma. Porém um destacamento alemão sedento tem a intenção de toma-lo.

## Elenco
- Humphrey Bogart — sargento Joe Gunn, comandante do M3
- Bruce Bennett — Waco Hoyt, artilheiro do M3
- Dan Duryea — Jimmy Doyle, operador de rádio do M3
- J. Carrol Naish — Giuseppe, prisioneiro italiano
- Lloyd Bridges — Fred Clarkson, britânico
- Rex Ingram — sargento Tambul, Exército Britânico Sudanês
- Richard Nugent — Cap. Jason Halliday, britânico
- Carl Harbord — Marty Williams, britânico
- Patrick O'Moore — Ozzie Bates, britânico
- Louis T. Mercier — Jean Leroux, francês
- Guy Kingsford — Peter Stegman, britânico
- John Wengraf — Cap. von Schletow, prisioneiro alemão

## Produção
No prólogo o filme é dedicado ao IV Regimento Blindado da Força Terrestre do Exército dos Estados Unidos que ajudou na produção, que foi gravado na Califórnia. O texto criado por Philip MacDonald foi baseado no roteiro do filme soviético Trinadtsat (Onze).